# Sormonne
Sormonne é uma comuna francesa na região administrativa de Grande Leste, no departamento das Ardenas. Estende-se por uma área de 4,75 km², com uma densidade de 114 hab/km².